# Jean van der Westhuyzen
Jean van der Westhuyzen (n. 9 decembrie 1998, Cape Town, Africa de Sud) este un caiacist ce a reprezentat Australia, medaliat olimpic. A participat la 2 ediții ale Jocurilor Olimpice (2020, 2024) în care a câștigat o medalie de bronz.